# Batalha de Tassafaronga
A Batalha de Tassafaronga, também chamada de Quarta Batalha da Ilha Savo ou Batalha Noturna de Punta Lunga, foi uma batalha naval noturna travada em 30 de novembro de 1942, entre a Marinha dos Estados Unidos e a Marinha Imperial Japonesa, durante a campanha de Guadalcanal. A batalha ocorreu em Ironbottom Sound, perto da Ponto Tassafaronga na ilha de Guadalcanal.
Uma força americana de cinco cruzadores e quatro contratorpedeiros, sob o comando do contra-almirante Carleton H. Wright, interceptou oito contratorpedeiros japoneses, que, sob o comando do contra-almirante Raizō Tanaka, tentavam entregar alimentos a suas forças em Guadalcanal. Após o contato do radar, os contratorpedeiros dos Estados Unidos esperaram quatro minutos pela permissão para lançar torpedos e perderam a posição ideal de disparo. Nenhum dos projéteis atingiu o alvo, e os contratorpedeiros americanos se retiraram. Os cruzadores ainda abriram fogo e afundaram um contratorpedeiro japonês. Os japoneses rapidamente responderam, lançando torpedos Tipo 93 e afundando um cruzador dos EUA, além de danificar pesadamente outros três. O restante da força de Tanaka escapou ilesa, mas não conseguiu completar a missão de abastecimento.
O contra-almirante Samuel J. Cox, diretor do Comando de História e Patrimônio Naval, considera esta batalha e a Batalha da Ilha Savo como duas das piores derrotas da história naval dos Estados Unidos, atrás apenas do Ataque a Pearl Harbor.